# 俾斯麥鎮區 (密歇根州)
俾斯麥鎮區（英語：Bismarck Township）是位於美國密歇根州普雷斯克艾爾縣的一個行政鎮區。

## 地方資料
俾斯麥鎮區的面積為181.00平方千米，當中陸地面積為175.20平方千米，而水域面積為5.80平方千米。根據2020年美國人口普查的數據，當地共有人口351人，而人口密度為每平方千米1.94人。